# Enannatum II
Enannatum II fue un rey de la ciudad sumeria de Lagash que vivió hacia principios del siglo XXIV a. C. (período Dinástico Arcaico). Fue sucesor de Entemena y sucedido por Enetarzi, el cual no se sabe si estaba emparentado con la dinastía o fue un usurpador. Durante el reinado de Enannatum II, Lagash perdió la posición hegemónica que había mantenido entre los reinados de Eannatum y Entemena.